# 노랑꼬리양털원숭이
노랑꼬리양털원숭이(Oreonax flavicauda)는 페루에 서식하는 신세계 영장류이다. 페루 안데스 지역에서만 발견되는 희귀종이다. 이전에 야생에 250마리 이하만이 남아 있다고 추정되었으나 현재 남아 있는 개체 수는 알려져 있지 않다.
현재는 거미원숭이과 내에 속하는 노랑꼬리양털원숭이속(Oreonax)의 유일한 종으로 분류되고 있으나 과거에는 양털원숭이속(Lagothrix)으로 분류되었다.